# مانفرد توپن
مانفرد توپن (انگلیسی: Manfred Toeppen; ۳ سپتامبر ۱۸۸۷ – ۱۸ ژوئیهٔ ۱۹۶۸) شناگر، و بازیکن واترپلو اهل ایالات متحده آمریکا بود.